# Otročok
Otročok este o comună slovacă, aflată în districtul Revúca din regiunea Banská Bystrica. Localitatea se află la altitudinea de 186 m deasupra n.m., se întinde pe o suprafață de 5,384 km2 și în 2017 număra 320 de locuitori. Se învecinează cu Levkuška, Gemer, Slovacia, Žiar, Revúca, Tornaľa, Kaloša, Rašice și Figa, Rimavská Sobota.

## Istoric
Localitatea Otročok este atestată documentar din 1274.

## Demografie
| An:                | 1994 | 2004    | 2014   | 2024   |
| ------------------ | ---- | ------- | ------ | ------ |
| Număr de persoane: | 245  | 301     | 319    | 320    |
| Diferență:         |      | +22,85% | +5,98% | +0,31% |

| An:                | 2023 | 2024   |
| ------------------ | ---- | ------ |
| Număr de persoane: | 326  | 320    |
| Diferență:         |      | −1,84% |